# Gunilla Kindstrand
Eva Gunilla Kindstrand, född 29 mars 1957, är en svensk journalist. 

## Biografi
Gunilla Kindstrand växte upp i Linköping. Hon utbildade sig på Journalisthögskolan i Stockholm och blev därefter 1978 praktikant på Gefle Dagblad  där hon sedan arbetade i några år. Hon var 1983–1986 kulturredaktör på konkurrenten Arbetarbladet och i slutet av 1980-talet redaktör på Folkteatern i Gävleborg. På 1990-talet flyttade hon till Hälsingland där hon var projektledare vid Helsingegården i Järvsö. I mitten av 1990-talet började hon som programledare för Sveriges Televisions litteraturprogram Röda rummet. Detta teveprogram ledde hon åren 1994–2002. Mellan 2005 och 2008 var hon anställd vid Kunskapskanalen. Hon har också varit teaterproducent och dramaturg. Åren 2011–2012 var hon kulturredaktör på Gefle Dagblad och därefter chefredaktör för Hälsingetidningar. Åren 2015–2016 var Kindstrand även kulturredaktör på Mittmedia.
Gunilla Kindstrand valdes 2003 till ledamot av Kungl. Skogs- och Lantbruksakademien. Hon var ordförande för Konstnärsnämndens styrelse åren 2013-2018 och har även suttit i styrelsen för Sveriges Radio. Hon var sommarpratare i Sveriges Radio 1998 och 2019. Kindstrand sitter sedan maj 2021 som ordförande i stiftelsen Folkoperan, och är från 2023 ledamot i styrelsen för Svenska Filminstitutet. Hon är även en återkommande skribent i Axess, Kvartal och Svenska Dagbladet.

## Familj
Gunilla Kindstrand har varit gift med regissören Peter Oskarson och tillsammans har de fem barn.